# 2n Batalló de Rangers (Estats Units)
El segon batalló de rangers de son una unitat d'elit de l'exèrcit americà va desembarcar el Dia-D a Normandia on la seva tasca era inutilitzar les bateries alemanyes del mur atlàntic situades a la Point du Hoc. Aquestes bateries tenien a l'abast Omaha Beach on havia de desembarcar la companyia The Big Red One i Utah Beach.